# Ascázubi
Ascázubi ist eine Ortschaft und eine Parroquia rural („ländliches Kirchspiel“) im Kanton Cayambe der ecuadorianischen Provinz Pichincha. Die Parroquia Ascázubi besitzt eine Fläche von 37,03 km². Die Einwohnerzahl lag im Jahr 2010 bei 5050.

## Lage
Die Parroquia Ascázubi liegt in den Anden nordostzentral in der Provinz Pichincha. Das Verwaltungsgebiet liegt an der Westflanke des 4071 m hohen Pamba Marca. Das Areal wird über den Río Coyago nach Nordwesten zum Río Guayllabamba entwässert. Der 2600 m hoch gelegene Hauptort befindet sich 21,5 km südwestlich vom Kantonshauptort Cayambe an der Fernstraße E35 (Latacunga–Ibarra), die östlich an Quito vorbei führt.
Die Parroquia Ascázubi grenzt im Nordwesten an die Parroquia Guayllabamba (Kanton Quito), im Norden an die Parroquia Santa Rosa de Cuzubamba, im Osten an die Parroquia Cangahua sowie im Süden an die Parroquia El Quinche (Kanton Quito).

## Geschichte
Die Parroquia Ascázubi wurde am 21. September 1913 gegründet. Zuvor war der Ort als "San Juan de Abanin" bekannt.